# Die schöne Müllerin

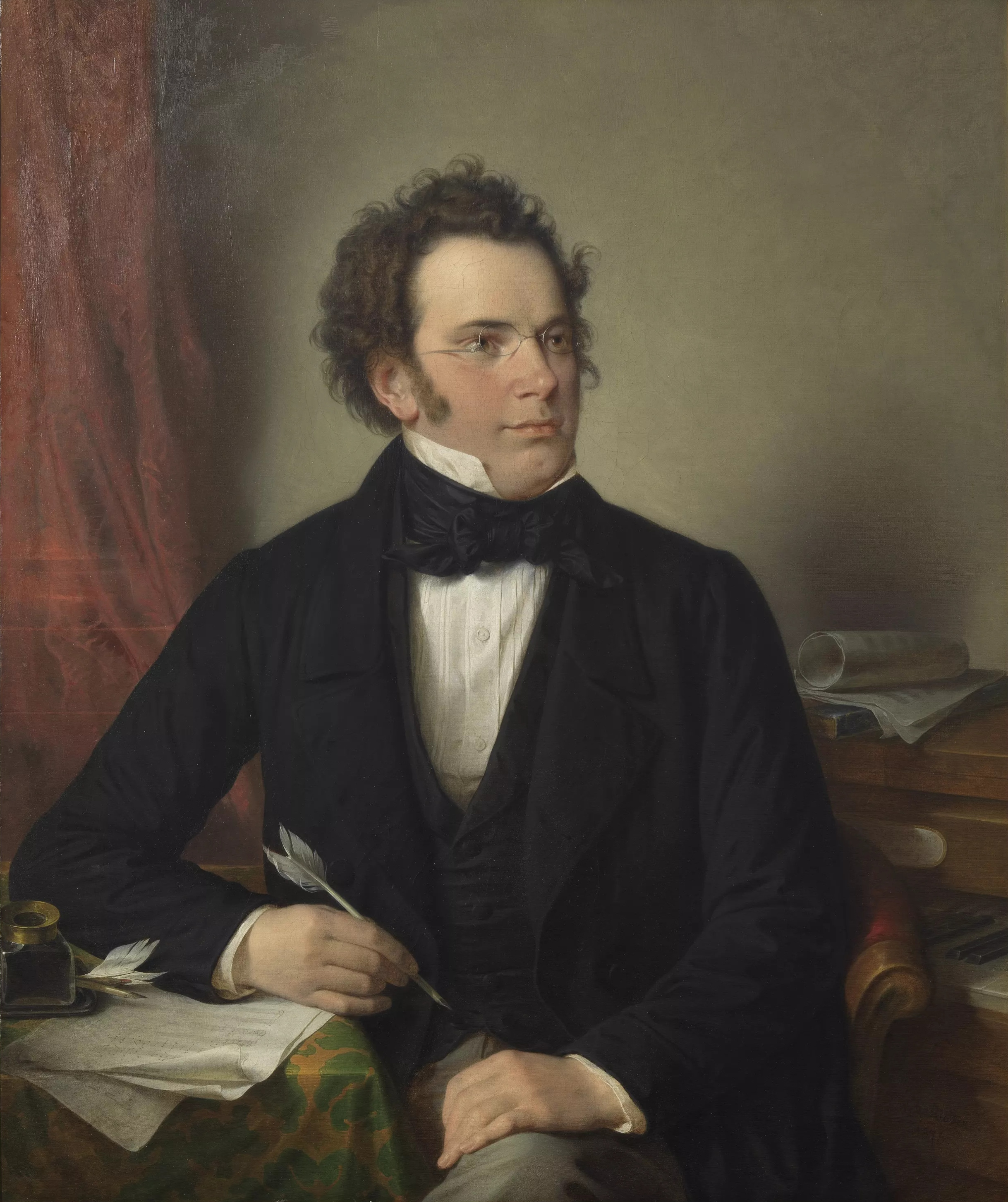
Franz Schubert per Wilhelm August Rieder (1875)

Die schöne Müllerin (La bella molinera) D 795, és un cicle de lieder compost per Franz Schubert el 1823 sobre poemes de Wilhelm Müller.
És el primer cicle de cançons que es va popularitzar. És una de les obres mestres de Schubert, i s'interpreta i grava amb freqüència. És un dels primers cicles de lieder complets de l'època romàntica, on el compositor, seguint el fil d'una història completa, utilitza diferents registres musicals per explicar plenament les peripècies successives.

## Composició
Els poemes de Müller es van publicar en 1820, i Schubert els va posar música entre la primavera i el novembre de 1823, mentre escrivia la seva òpera Fierabras i en un període de dubtes i temptatives (simfonies núm. 7 i 8). Tenia 26 anys. Schubert va prescindir de diversos poemes, com un pròleg i un epíleg. L'obra va ser publicada el 1824 amb el títol de Die schöne Müllerin, ein Zyklus von Liedern, gedichtet von Wilhelm Müller (La bella molinera, un cicle de cançons sobre poemes de Wilhelm Müller).
De vegades el cicle és anomenat Müllerlieder, les cançons de Müller, un terme usat pel compositor en una ocasió en una carta. No és una denominació especialment útil, ja que el següent cicle de cançons Viatge d'hivern també és sobre poemes de Müller.

## Història
El cicle consta de vint cançons, la meitat amb una forma estròfica simple, i van des d'un optimisme alegre a la desesperació i la tragèdia, desenvolupant una sèrie de temes típicament romàntics: l'amor, l'espera, la decepció amorosa, la tristesa, la mort, la recerca personal, el viatge, la naturalesa.
Al començament del cicle, un home jove vaga alegrement pel camp. Arriba a un rierol, que segueix fins al molí. Allà s'enamora d'una bella jove que hi treballa, la "bella molinera" del títol. Intenta impressionar-la, però la seva resposta és ambigua. El jove és aviat substituït en els seus afectes per un caçador vestit de verd, el color d'una cinta que ell va lliurar a la noia. En la seva angoixa experimenta una obsessió amb el color verd, després amb una fantasia de mort en la qual les flors neixen a la seva tomba, per expressar el seu amor etern; en el lied Adelaide, de Beethoven, existeix una fantasia similar. Al final, el jove es desespera i se suïcida ofegant-se al rierol. L'últim número és una cançó de bressol cantada pel corrent.
La coherència del cicle s'assegura pel tema del viatge: el rierol (fil conductor i confident del narrador), la vora, la naturalesa. Però els lieder són tots individuals. La primera part és joiosa i plena d'esperança, després el to s'enfosqueix a partir de Der Jäger, per fer-se malenconiós, trist i fins i tot violent. És el més lleuger dels cicles de Schubert, amb un "efervescent acompanyament de piano, que simbolitza tant el corrent d'aigua del molí com l'esperança al cor del jove que confia a fer realitat el seu amor" (McLeish).

## Títols de les cançons i tonalitat
1. Das Wandern (Caminar; Si bemoll major)
2. Wohin (Cap on?; sol major)
3. Halt! (Atura't!; do major)
4. Danksagung an den Bach (Agraïment al rierol; sol major)
5. Am Feierabend (A l'hora de plegar; la menor)
6. Der Neugierige (El tafaner"; si major)
7. Ungeduld (Impaciència; la major)
8. Morgengruss (Salutació matinal; do major)
9. Des Müllers Blumen (Les flors del moliner; la major)
10. Tränenregen (Pluja de llàgrimes; la major)
11. Mein! (Meva!; re major)
12. Pause (Pausa; Si bemoll major)
13. Mit dem grünen Lautenband (Amb la cinta verda del llaüt; Si bemoll major)
14. Der Jäger (El caçador; do menor)
15. Eifersucht und Stolz (Gelosia i orgull; sol menor)
16. Die liebe Farbe (El color favorit; si menor)
17. Die böse Farbe (El color maligne; si major)
18. Trockne Blumen (Flors seques; mi menor)
19. Der Müller und der Bach (El moliner i el rierol; sol menor)
20. Des Baches Wiegenlied (Cançó de bressol del rierol; mi major)

## Intèrprets i discografia
La bella molinera és interpretada per un pianista i un cantant solista. La part vocal correspon a una veu de tenor o de soprano, però sovint és cantada per altres veus de l'escala vocal, amb les transposicions degudes. Ja que la història del cicle la canta un home jove, més sovint són homes que la interpreten. El piano porta el pes expressiu de l'obra, per la qual cosa rares vegades és un mer "acompanyament" del cantant. Una interpretació tradicional dura uns seixanta minuts.
Ha estat interpretada per grans tenor i barítons com Dietrich Fischer-Dieskau, Peter Pears, Peter Schreier, Fritz Wunderlich però també per veus de contralt o mezzosoprano com Brigitte Fassbaender i Christa Ludwig i fins i tot per contratenors com Jochen Kowalski i ha estat gravat en nombroses ocasions.
- D'absoluta referència són els excel·lents enregistraments de Fischer-Dieskau, en primer lloc, les dues amb el pianista Gerald Moore: una de 1951-1957, i una altra de 1972 (Decigram); i la que va gravar el 1968 amb Jörg Demus.
- Dins de la corda de tenor, destaca l'enregistrament que va fer Fritz Wunderlich amb H. Giesen al piano (Decigram, 1965).

- Altres enregistraments:
  - Gérard Souzay (baríton), Dalton Baldwin (piano) (Philips, 1964)
  - Olaf Bär (baríton), Geoffrey Parsons (piano) (Emi)
  - Ian Bostridge (tenor), Graham Johnson (piano)